# Butão nos Jogos Olímpicos de Verão de 2020
O Butão deverá competir nos Jogos Olímpicos de Verão de 2020 em Tóquio. Originalmente programados para ocorrerem de 24 de julho a 9 de agosto de 2020, os Jogos foram adiados para 23 de julho a 8 de agosto de 2021, por causa da pandemia COVID-19. Será a décima participação consecutiva da nação nos Jogos Olímpicos de Verão.

## Competidores
Abaixo está a lista do número de competidores nos Jogos.
| Esporte       | Masculino | Feminino | Total |
| ------------- | --------- | -------- | ----- |
| Judô          | 1         | 0        | 1     |
| Natação       | 1         | 0        | 1     |
| Tiro          | 0         | 1        | 1     |
| Tiro com arco | 0         | 1        | 1     |
| Total         | 2         | 2        | 4     |

## Judô
O Butão inscreveu um judoca para o torneio olímpico após receber uma vaga pela Comissão Tripartite da International Judo Federation. Será a estreia da nação no esporte.
Masculino
| Atleta          | Evento | Fase de 32           | Oitavas-de-final     | Quartas-de-final     | Semifinais           | Repescagem           | Final / BM           | Final / BM |
| Atleta          | Evento | Adversário Resultado | Adversário Resultado | Adversário Resultado | Adversário Resultado | Adversário Resultado | Adversário Resultado | Posição    |
| --------------- | ------ | -------------------- | -------------------- | -------------------- | -------------------- | -------------------- | -------------------- | ---------- |
| Ngawang Namgyel | 60 kg  |                      |                      |                      |                      |                      |                      |            |

## Natação
O Butão recebeu um convite de Universalidade da FINA para enviar seu nadador de melhor ranking para o respectivo evento individual nas Olimpíadas, baseado no Sistema de Pontos da FINA de 28 de junho de 2021. Será a estreia da nação no esporte.
| Atleta        | Evento                | Eliminatória | Eliminatória | Semifinal | Semifinal | Final | Final   |
| Atleta        | Evento                | Tempo        | Posição      | Tempo     | Posição   | Tempo | Posição |
| ------------- | --------------------- | ------------ | ------------ | --------- | --------- | ----- | ------- |
| Sangay Tenzin | 100 m livre masculino |              |              |           |           |       |         |

## Tiro
O Butão recebeu um convite da Comissão Tripartite para enviar uma atiradora da carabina para as Olimpíadas, contanto que a marca de qualificação mínima (MQS) fosse atingida até 5 de junho de 2021.
| Atleta         | Evento                       | Qualificação | Qualificação | Final  | Final   |
| Atleta         | Evento                       | Pontos       | Posição      | Pontos | Posição |
| -------------- | ---------------------------- | ------------ | ------------ | ------ | ------- |
| Lenchu Kunzang | Carabina de ar 10 m feminino |              |              |        |         |

Legenda de Qualificação: Q = Qualificado para a próxima fase; q = Qualificado para a disputa do bronze (espingarda)

## Tiro com arco
Pela primeira vez na história olímpica, uma arqueira de Butão qualificou diretamente para o recurvo individual feminino após atingir a fase semifinal do Campeonato Asiático de 2019 em Bangcoc, Tailândia.
| Atleta | Evento              | Fase de ranking | Fase de ranking | Fase de 64           | Fase de 32           | Oitavas-de-final     | Quartas-de-final     | Semifinais           | Final / BM           | Final / BM |
| Atleta | Evento              | Placar          | Pos.            | Adversária Resultado | Adversária Resultado | Adversária Resultado | Adversária Resultado | Adversária Resultado | Adversária Resultado | Pos.       |
| ------ | ------------------- | --------------- | --------------- | -------------------- | -------------------- | -------------------- | -------------------- | -------------------- | -------------------- | ---------- |
| Karma  | Individual feminino |                 |                 |                      |                      |                      |                      |                      |                      |            |